# Windows 7
Windows 7 (codenaam Vienna, Blackcomb en 7) is een besturingssysteem ontwikkeld door Microsoft voor pc's zoals desktops, laptops, netbooks, tablets en mediacenter-pc's.
De RTM-versie van Windows 7 werd op 22 juli 2009 uitgebracht en de consumentenversie werd vrijgegeven op 22 oktober 2009, iets minder dan 3 jaar na de uitgave van Windows Vista. De servertegenhanger van Windows 7, Windows Server 2008 R2, is op dezelfde datum uitgebracht. Windows 7 was wereldwijd het meest gebruikte besturingssysteem tot januari 2018, daarna was Windows 10 het meest gebruikt.
In tegenstelling tot Windows Vista, die een grote hoeveelheid aan nieuwe functies met zich meebracht, was Windows 7 meer gefocust op het verbeteren van bestaande functies en de compatibiliteit met zijn voorganger. Microsoft heeft in 2008 presentaties met Windows 7 gegeven waar werd gekeken naar multi-touch-ondersteuning, de vernieuwingen in de Windows-shell, zoals de nieuwe taakbalk die nu Superbar heet, een thuisgroepsysteem genaamd HomeGroup, en verbeteringen aan de prestaties. Veel programma's die eerder werden meegeleverd met Windows zijn in Windows 7 verwijderd, zoals Windows Calendar, Windows Mail, Windows Movie Maker en Windows Photo Gallery De meeste van deze applicaties zijn nu ondergebracht in het gratis softwarepakket Windows Essentials.

## Functionaliteit

### Nieuwe functies
Windows 7 bevat ten opzichte van vorige versies van Windows een grote lijst aan nieuwe functies, zoals verbeterde ondersteuning voor multitouch, betere herkenning van handschrift, verbeterde ondersteuning voor multikernprocessors, verbeterde opstartprocedure, DirectAccess en verbeteringen aan de kernel. Windows 7 beschikt ook over een verbeterde ondersteuning voor verschillende grafische kaarten die tegelijkertijd gebruikt worden, een nieuwe versie van Windows Media Center, een gadget voor Windows Media Center, verbeterde mediafunctionaliteit, het XPS Essentials Pack en Windows PowerShell, en een herontworpen Rekenmachine met verschillende modus zoals Programmeren- en Statistieken-modus met ondersteuning voor conversie van eenheden zoals lengte, gewicht, temperatuur en diverse andere. Er zijn verschillende nieuwe opties toegevoegd aan het Configuratiescherm, inclusief beeldschermkleurencalibratie, Bureaubladgadgets, Herstel, Probleemoplossing, Locatiesensoren en andere sensoren, Referentiebeheer, Biometrische apparaten, Systeemvakpictogrammen en Beeldscherm. In de Engelse versie is het Windows Beveiligingscentrum voorzien van een nieuwe naam. ReadyBoost ondersteunt nu tot 256 GB op 32 bitsversies van Windows. De standaardinstellingen voor het Gebruikersaccountbeheer (UAC) is in Windows 7 herzien. Windows 7 biedt nu standaard ondersteuning voor RAW door middel van de Windows Imaging Component, die nu standaard RAW-ondersteuning aan heeft staan. Ook is het nu mogelijk om in Windows Photo Viewer en Windows Media Center over te schakelen op volledig beeldscherm.
De taakbalk is de grootste visuele verandering, de werkbalk Snel Starten is verwijderd en vervangen door de mogelijkheid om programma's vast te pinnen. Knoppen voor het pinnen van applicaties zijn geïntegreerd met de taakbalkknoppen. Ook heeft iedere knop zijn eigen Jump List die toegang biedt tot belangrijke taken in het desbetreffende programma. De vernieuwde taakbalk, waarnaar wordt verwezen met de naam Superbar, stelt gebruikers nu ook in staat om actieve applicaties te verplaatsen op de taakbalk. Helemaal rechts van de taakbalk is een knop toegevoegd die het bureaublad laat zien als erop geklikt wordt, en als er de cursor erboven zweeft worden alle vensters transparant en zijn het bureaublad en de gadgets te zien. Deze knop is onderdeel van een nieuwe functie in Windows 7 genaamd Aero Peek. Als Windows 7 wordt gebruikt op een apparaat met een touchscreen, wordt deze knop breder zodat het makkelijker is om hier met een vinger op te drukken. Wanneer een venster tegen de bovenste rand van het scherm wordt gesleept, zal dit worden gemaximaliseerd. Dit hoort bij de nieuwe functie genaamd Aero Snap. Wanneer men een venster tegen de linker- of rechterzijkant van het scherm sleept zal dit de helft van het beeldscherm innemen, om het vergelijken te verbeteren. Als een venster dat is beïnvloed door Aero Snap terug van zijn rand wordt getrokken, krijgt het weer zijn oorspronkelijke grootte. Deze functies kunnen ook benaderd worden met sneltoetsen. In tegenstelling tot Windows Vista behouden de taakbalk en de randen van vensters hun transparantie als een venster wordt gemaximaliseerd met Windows Aero aan. Iconen op de taakbalk zijn nu ook groter, daardoor is de taakbalk dubbel zo groot als in voorgaande versies van Windows. Hierdoor wordt standaard ook de datum onder de klok weergegeven. Tevens wordt er geen label meer getoond langs iconen.
Voor ontwikkelaars bevat Windows 7 een nieuwe netwerk-API voor ondersteuning van het bouwen van SOAP-gebaseerde webservices in native code, nieuwe functies voor het verkorten van installatietijden, een verbeterd UAC, versimpelde ontwikkeling en installatiepakketten, en verbeterde globaliseringondersteuning door een nieuwe Extended Linguistic Services-API. Op WinHEC 2008 heeft Microsoft aangekondigd dat er in Windows 7 ondersteuning zal komen voor een kleurendiepte van 30 bit en 48 bit, samen met ondersteuning voor scRGB (dat wordt gebruikt voor het converteren van xvYCC met HDMI 1.3). Voor videomodus ondersteunt Windows 7 ook 16 bit-sRGB, 24 bit-sRGB, 30 bit-sRGB, 30 bit-sRGB met uitgebreide kleurenpalet en 48 bit-sRGB. Ook heeft Microsoft een verbeterde ondersteuning voor solid state drives (SSD's) toegevoegd, samen met een nieuw TRIM. Ook kan Windows 7 nu SSD's herkennen. Microsoft heeft gemeld om in een latere patch ondersteuning in te bouwen voor USB 3.0, dat nog niet wordt ondersteund omdat voor de uitgave de standaard nog in ontwikkeling was.
Internet Spades, Internet Backgammon en Internet Checkers waren in Windows Vista verwijderd, in Windows 7 zijn deze weer te spelen. Windows 7 wordt geleverd met Internet Explorer 8 en Windows Media Player 12. Gebruikers krijgen ook de mogelijkheid om meer opties uit te schakelen dan het geval was in Windows Vista. Nieuw in de lijst van onderdelen zijn Internet Explorer, Windows Media Player, Windows Media Center, Windows Search en het Windows Gadget Platform. Windows 7 bevat 13 geluidsschema's, genaamd Afternoon, Calligraphy, Characters, Cityscape, Delta, Festival, Garden, Heritage, Landscape, Quirky, Raga, Savanna en Sonata. Er is een nieuwe versie van Microsoft Virtual PC, hernoemd tot Windows Virtual PC, beschikbaar gemaakt voor Windows 7 Professional, Enterprise en Ultimate. Het geeft de mogelijkheid om verschillende versies van Windows te draaien, zoals Windows XP Mode. Windows XP Mode draait op Windows XP in een virtuele machine en biedt de mogelijkheid om Windows XP-applicaties te draaien binnen de Windows 7-desktopomgeving. Kenmerkend aan deze applicaties is dat geen van alle de Aero Glass-interface gebruikt, maar de Luna-interface van Windows XP. Remote Desktop (Remote Desktop Protocol, RPD) in Windows 7 is verbeterd voor ondersteuning om real-time-multimedia-applicaties te kunnen gebruiken zoals videoplayback en 3D-games. Wel is DirectX 10 nodig in Remote Desktop. De limiet om maximum drie applicaties tegelijkertijd te draaien in de Startereditie (zoals in Windows XP en Vista) is verwijderd in Windows 7 Starter. Om te upgraden naar Windows 7 is een installatie van Windows Vista vereist en is een harde schijf met minstens 16 GB vrije ruimte nodig.

### Verwijderde functies
Verschillende programma's die onderdeel waren van Windows Vista zijn niet langer onderdeel van Windows in Windows 7. Dit zijn onder andere het klassieke Startmenu, verschillende functies van de taakbalk, Windows Explorer-functies, Windows Media Player-functies, Windows Ultimate Extras en InkBall. Vier applicaties die gebundeld waren met Windows Vista - Windows Photo Gallery, Windows Movie Maker, Windows Calendar en Windows Mail - zijn niet meer beschikbaar in Windows 7. Deze applicaties zijn ondergebracht als applicaties of functies in andere applicaties uit de Windows Essentials die kunnen worden gedownload vanaf de Microsoft-website. Hoewel Windows Ultimate Extras is verwijderd, kunnen verschillende van deze extra's nu apart worden geïnstalleerd. De populairste extra's waren Microsoft Texas Hold'em, Microsoft Tinker en Windows DreamScene. InkBall kan ook op Windows 7 worden geïnstalleerd.

## Ontwikkeling
De ontwikkeling van Windows 7 is begonnen vlak voor de uitgave van Windows XP, in 2000. In versie van Windows met codenaam Blackcomb was de geplande opvolger van Windows XP (codenaam Whistler) en Windows Server 2003. Er waren verschillende grote verbeteringen gepland voor Blackcomb, zoals grote verbeteringen op het gebied van zoeken en een geavanceerd opslag systeem genaamd WinFS. Maar er werd een minor release bij gepland, codenaam Longhorn, aangekondigd voor 2003, wat de ontwikkeling van Blackcomb vertraagde. Midden 2003 raakte bekend dat Longhorn al enkele van de voor Blackcomb aangekondigde functies zou hebben. Ondertussen in 2003 werden Windowssystemen aangevallen door drie grote virussen in een zeer korte tijd, waardoor Microsoft de prioriteit voor de ontwikkeling van Windows veranderde. Daarom werden sommige functies in Longhorn geschrapt om tijd vrij te maken voor het ontwikkelen van een nieuw Service Pack voor Windows XP en Windows Server 2003. De ontwikkeling voor Longhorn (dat later Windows Vista is geworden) is herstart in augustus 2004. Enkele functionaliteiten die in Longhorn aanwezig moesten zijn, werden definitief geschrapt.
In het begin van 2006 kreeg Blackcomb een nieuwe naam Vienna. Die naam werd in 2007 opnieuw veranderd, deze keer naar Windows 7. In 2008 werd aangekondigd dat Windows 7 ook de officiële naam van het besturingssysteem zou worden. Er was wat verwarring over de naam Windows 7, omdat het versienummer van het besturingssysteem Windows NT 6.1 was, wat aantoonde dat Windows 7 gelijkend was aan Windows Vista (Windows NT 6.0) en compatibiliteitsproblemen voorkomt met programma's die enkel het majornummer controleren, gelijkaardig aan Windows 2000 (Windows NT 5.0) en Windows XP (Windows NT 5.1).
De eerste externe versie van Windows 7 werd door Microsoft uitgegeven aan geselecteerde partners in januari 2008 als Milestone 1, build 6519. Op PDC 2008 demonstreerde Microsoft de vernieuwde taakbalk in Windows 7. Kopieën van Windows 7 build 6801 werden aan het eind van de conferentie uitgedeeld, de gedemonstreerde taakbalk was echter uitgeschakeld in deze build.
Op 27 december 2008 lekte de Windows 7 Bèta uit op het internet via BitTorrent. Uit een prestatietest door ZDNet werd duidelijk dat Windows 7 Bèta zowel Windows XP als Windows Vista versloeg op verschillende vlakken, inclusief opstarten en het uitschakelen, werken met bestanden etc. Op sommige vlakken bleef Windows XP voor, zoals PC Pro-benchmarks voor typisch kantoorgebruik en het bewerken van video's. Hier was Windows 7 even snel als Windows Vista maar trager dan Windows XP. Op 7 januari 2009 lekte de 64 bitversie van Windows 7 Bèta (build 7000) uit op het web, sommige torrents waren echter geïnfecteerd door een trojan. Op CES 2009 maakte Microsoft-CEO Steve Ballmer bekend dat de Windows 7 Beta, build 7000, beschikbaar was gemaakt als download voor MSDN- en TechNet-abonnees in ISO-formaat. De bèta werd vrijgegeven voor het grote publiek op 9 januari 2009. Microsoft was voorbereid op 2,5 miljoen downloads voor die dag, maar het besturingssysteem verdween al eerder vanwege grote vraag. Ook werd de datum waarop de download definitief zou worden weggehaald verplaatst. Eerst was dit op 24 januari, daarna werd het opnieuw verlengd tot 10 februari. Mensen die de bèta nog niet volledig hadden kunnen downloaden kregen twee dagen extra om dit alsnog te doen. Na 12 februari konden onvoltooide downloads niet worden voltooid. Gebruikers konden nog steeds een productcode aanvragen om de Windows 7 Bèta te activeren, die verliep op 1 augustus 2009.
De Release Candidate, build 7100, werd vrijgegeven voor MSDN- en TechNet-abonnees en Connect Program op 30 april 2009. Op 5 mei 2009 werd de RC vrijgegeven voor het grote publiek. Het was al eerder uitgelekt op BitTorrent. De Release Candidate was beschikbaar in vijf talen en verliep op 1 juni 2010, waarbij Windows om de twee uur uitschakelde vanaf 1 maart 2010. Microsoft kondigde ondertussen aan dat Windows 7 zou worden verkocht vanaf 22 oktober 2009. Microsoft gaf Windows 7 (build 7600) uit aan MSDN- en TechNet-abonnees op 6 augustus 2009. Microsoft kondigde daarna aan dat Windows 7, samen met Windows Server 2008 R2, de Release To Manufacturing (RTM)-status had bereikt op 22 juli 2009. Windows 7 RTM kreeg build 7600.16385.090713-1255 mee en werd voltooid op 13 juli 2009. Het werd de laatste build nadat het alle tests van Microsoft met succes had doorlopen.
Meer dan 1000 ontwikkelaars hebben meegewerkt aan Windows 7. Ze waren gesplitst in twee groepen: een werkte aan de kern van het systeem, een ander aan de Windows-gebruikerservaring. De 1000 ontwikkelaars waren opgesplitst in 25 groepen van elk ongeveer 40 ontwikkelaars.

## Edities
Windows 7 is beschikbaar in zes verschillende edities, van welke de Home Premium-, Professional- en Ultimate-editie gericht zijn op de consumenten en te koop zijn in de meeste landen. De andere versies worden niet los verkocht. De Starterseditie is enkel beschikbaar als voorgeïnstalleerd besturingssysteem door OEM's op nieuwe pc's. De Enterprise-editie is enkel beschikbaar als een volumelicentie, en Home Basic is enkel beschikbaar in ontwikkelingslanden. Iedere editie van Windows 7 beschikt over de functionaliteiten en mogelijkheden van de editie onder hem.
Hieronder staan de versies van lage functionaliteiten naar steeds betere

### Windows 7 Starter
Een versie bedoeld voor mensen die voor het eerst werken met Windows en nog geen behoefte hebben aan geavanceerde functies, hoewel het wel mogelijk is over te stappen naar een uitgebreidere versie van Windows 7. Deze starter-editie is niet los verkrijgbaar, enkel voorgeïnstalleerd op laptops en computers.

### Windows 7 Home Basic
Dit is een versie die niet veel meer functies heeft dan Windows 7 Starter, behalve de ondersteuning van 64 bits-processors, het meerdere programma's tegelijk kunnen draaien, en de zogenaamde Aero-interface (die nog niet volledig was).

### Windows 7 Home Premium
Deze versie zou volgens Microsoft het meest worden verkocht, omdat deze versie bij Windows Vista ook snel over de toonbank ging. Toch heeft deze versie nog niet alle functionaliteiten, alleen de basisfuncties met de ondersteuning voor 64 bits-processors zijn voor deze versie beschikbaar. Wel is hier al het Windows Media Center voorgeïnstalleerd.

### Windows 7 Professional
In deze versie is het Multi-lingual User Interface Pack, waarmee Windows 7 in meerdere talen kan worden weergegeven. Dit is een versie die voorloopt op de vorige versies. Deze versie wordt gewoon verkocht in de winkel en is voorgeïnstalleerd op nieuwe computers.

### Windows 7 Enterprise
Dit is een losse versie die niet verkocht wordt in de winkel, maar alleen voor bedrijven te koop is via een zogenaamde volume-licentie. Dit is net als Windows 7 Ultimate de meest uitgebreide Windows 7-versie.

### Windows 7 Ultimate
Behalve dat deze versie voor de gewone consument ook te koop is, is er geen verschil met Windows 7 Enterprise
Alle edities ondersteunen de IA-32-architectuur en alle versies, behalve Starter, ondersteunen de x86-64-architectuur. Het installatiemedium is hetzelfde voor alle consumentenversies van Windows 7 met dezelfde processorarchitectuur. Windows 7 is het eerste besturingssysteem waarbij Microsoft 2 dvd's aanbiedt (1 dvd voor de 32 bitversie en 1 dvd voor de 64 bitversie) bij iedere editie van Windows 7 (behalve voor Starter en Home Basic, sommige OEM's leveren enkel een kopie van de dvd met de 32 bitvariant op, de installatie-dvd voor Windows 7 Home Basic 64 biteditie is niet meegeleverd maar kan worden aangevraagd bij Microsoft). Gebruikers die graag willen upgraden naar een editie van Windows 7 met meer functies kunnen dit doen door gebruik te maken van Windows Anytime Upgrade om een licentie te kopen. Downgraden naar een versie met minder functies is niet mogelijk. Sommige versies van Windows 7 hebben restricties over de plaats waar ze verhandeld, verkocht en gekocht mogen worden, variërend van de geografische regio, die vermeld wordt op de voorkant van de doos.
In sommige landen biedt Microsoft een zogenaamd Family Pack van Windows 7 Home Premium aan, dat kopers in staat stelt op Windows 7 te installeren op 3 pc's. Het "Family Pack" heeft een prijs van $ 149,99 in de Verenigde Staten. In september 2009 werd een tijdelijke korting aangeboden voor studenten die Windows 7 willen kopen. De aanbieding gold in de Verenigde Staten en het Verenigd Koninkrijk, maar vergelijkbare acties waren beschikbaar in Canada, Australië, Korea, Mexico, Frankrijk en India. Studenten met een geldig .edu- of .ac.uk-e-mailadres konden een kopie van Windows 7 Home Premium of Professional kopen voor een prijs van $ 30 of £ 30.
Windows 7 is momenteel ook beschikbaar als een embedded versie voor ontwikkelaars (eerder bekend als Windows Embedded 2011).

## Einde van de verkoop
Op 31 oktober 2014 stopte de verkoop van consumentencomputers met Windows 7. Windows 7 Professional op zakelijke computers mag na die datum nog wel verkocht worden. De algemene ondersteuning van Windows 7 met beveiligingsupdates en andere updates eindigde op 13 januari 2015. De uitgebreide ondersteuning met noodzakelijke beveiligingsupdates eindigde op 14 januari 2020.

## Focus en populariteit
Op 9 februari 2007 zei Ben Fathi dat Microsoft nog op zoek was naar de focus van Windows 7. “We gaan kijken naar een nieuwe technologie, misschien is het een virtueel systeem. Ik weet niet wat het is.” […] “Misschien is het een nieuwe gebruikersinterface voor gebruikers.”
Later heeft Bill Gates in Newsweek gezegd dat de nieuwe Windowsversie meer gebruikersgericht is. Toen gevraagd werd wat hij daarmee bedoelde zei Gates:

Dat betekent dat, als je momenteel van de ene naar de andere computer gaat, je verplicht bent je applicaties en updates op elke computer te installeren. Het verplaatsen van informatie tussen de pc's verloopt erg moeizaam. We kunnen Windows Live Services gebruiken om te kijken waar de gebruiker in is geïnteresseerd. Dus zelfs als je inlogt op een pc in een publieke kiosk of andermans pc, kunnen we onder meer je startpagina, bestanden, lettertypen, favorieten terugbrengen. Dat is dus een soort van ‘gebruikersgerichtheid’ waar Windows Live Services voor kan zorgen. In Windows Vista is er al veel verbeterd op het gebied van penmogelijkheden en spraakherkenning, maar in de volgende versie zal er nog meer verbeteren. Studenten zullen geen leerboeken meer nodig hebben, zij kunnen gebruikmaken van de tablet-pc. In de nieuwe Windowsversie zullen veel verbeteringen zijn op het gebied van ‘high-level graphics’.
— Bill Gates

Later zei Gates ook dat Windows 7 zich ook richt op prestatieverbeteringen:

We zijn hard aan het werk aan de volgende versie, die we Windows 7 noemen. Ik ben erg blij met het werk dat al gedaan is. De mogelijkheid het stroomverbruik te verlagen, minder geheugen te gebruiken en efficiënter te zijn.
— Bill Gates

Volgens vele bronnen probeert Microsoft door Windows 7, zowel de vorige versies XP als het minder populaire Vista te doen vergeten. Dit zou gebeuren doordat Windows 7 zich meer op prestatie-verbeteringen heeft gericht en dus stabieler zou zijn dan Vista en tegelijkertijd moderner dan XP. Door Windows 7 ook op Netbooks te installeren zouden er zo steeds minder redenen moeten zijn voor consumenten om het inmiddels 10 jaar oude Windows XP te gebruiken.
Windows 7 is qua intern versienummer ook niet 7.0, maar 6.1. Het kan dus gezien worden als een uitbreiding op Vista, aangezien het gebouwd is uit Vista. (Vista had versienummer 6.0)
Volgens de huidige marktaandelen schijnt Microsoft redelijk geslaagd te zijn met haar nieuwe besturingssysteem, het groeide in de eerste maanden vele malen sneller in marktaandeel dan het in 2006 uitgekomen Vista. Steeds meer mensen stappen over.

## Systeemspecificaties
De minimale systeemspecificaties voor Windows 7 zijn vrijwel hetzelfde als die voor Windows Vista.
|                         | Aanbevolen systeemspecificaties   | Minimale systeemspecificaties                           |
| ----------------------- | --------------------------------- | ------------------------------------------------------- |
| Processor               | 1 GHz (zowel 32 bits als 64 bits) | 1 GHz (32 bits)                                         |
| RAM                     | 1 GB (2 GB voor 64 bits)          | 512 MB (2 GB voor 64 bits)                              |
| Grafische kaart         | DirectX 9.0-compatibel            | DirectX 9.0-compatibel                                  |
| Grafisch geheugen       | 128 MB (voor Windows Aero)        | 32 MB (geen Windows Aero), 64 minimum voor Windows Aero |
| Vrije ruimte HDD of SSD | 16 GB (20 GB voor 64 bits)        | Minimaal 10-14, (nog steeds 20 GB voor 64 bits)         |
| Optische schijfeenheid  | Dvd-rom                           | Dvd-rom                                                 |
| Geluid                  | Audio-output                      | Audio-output                                            |

## Service Pack 1
Windows 7 Service Pack 1 (SP1) werd aangekondigd op 18 maart 2010. Een bèta werd uitgebracht op 12 juli 2010.
De uiteindelijke versie werd uitgebracht op 9 februari 2011. Bij het uitbrengen was de update niet verplicht, maar optioneel via Windows Update. Windows 7 Service Pack 1 is het laatste Service Pack onder die naam voor eender welke Windowsversie.
Microsoft heeft bevestigd dat het service pack minder uitgebreid is dan bij vorige versies van Windows, zoals bij Vista. Windows 7 Service Pack 1 voegt ondersteuning toe voor Advanced Vector Extensions (AVX), een 256 bit-instructiesetuitbreiding voor processors, en verbeteringen voor IKEv2 door bijkomende identificatievelden toe te voegen zoals e-mail-ID. Ook ondersteuning voor Advanced Format 512e en Identity Federation Services.

## Ingebouwde extra's

### Muziek
- Richard Stoltzman - "Make With The Flaxen Hair": een klassiek nummer van de Slovaakse orkest-artiest Richard Stoltzman.
- Mr. Scruff - "Kalimba": een downtempo-liedje van de Britse dj en producer Mr. Scruff.
- Bob Acri - "Sleep Away": een jazzliedje van de Amerikaanse pianist Bob Acri.

Al deze liedjes zijn te beluisteren via de ingebouwde Windows Media Player.

### Video
Microsoft-tv-opname: dit is een ingebouwd voorbeeld van een met Windows opgenomen tv-opname.

### Spellen
Windows 7 heeft meerdere ingebouwde spelletjes, zoals Solitaire, Spider Solitaire, Mahjong, Purble Place, Mijnenveger, FreeCell, Hartenjagen, Chess, Backgammon, Spades, Checkers. De laatste drie spellen kunnen online gespeeld worden, maar waren wel direct openbaar via de ingebouwde game launcher van Windows 7.

## Kernel
Er ging een gerucht dat een minimalistische versie van de Windowskernel "MinWin" zou worden ontwikkeld om te gebruiken in Windows 7. Deze ontwikkeling zou worden gedaan om de Windowskernel zo veel mogelijk uit aparte componenten te doen laten bestaan en afhankelijkheden terug te brengen tot een minimum. Op deze manier zou een zelfstandige kernel worden ontwikkeld die minder schijfruimte en geheugenruimte nodig heeft. Microsoft heeft eind juni 2008 aangegeven dat Windows 7 geen MinWinkernel bevat, maar de NT-kernel bevat.